# ریوه
ریوه (به ایتالیایی: Rive) یک کومونه در ایتالیا است که در استان ورسلی واقع شده‌است. ریوه ۹٫۵ کیلومتر مربع مساحت و ۴۲۶ نفر جمعیت دارد و ۱۲۶ متر بالاتر از سطح دریا واقع شده‌است.